# Премія «Люм'єр»
Премія «Люм'єр» (фр. Prix Lumières, премія Вогні) — кінематографічна нагорода Франції заснована у 1996 році «Академією Люм'єрів» (фр. Académie des Lumières) за досягнення у франкомовному кінематографі за рік, що минув.
Церемонія нагородження проводиться на початку кожного року Академією «Люм'єрів», до якої входять понад 200 представників міжнародної преси, акредитованих у Парижі. Сьогодні «Премію Люм'єрів» вважають однією з найпрестижніших французьких нагород у царині кіноіндустрії, і вона є еквівалентом голлівудської кінопремії «Золотий глобус», яку присуджує «Голлівудська асоціація іноземної преси».

## Історія
Заснування Премії Люм'єрів ініціювали у 1995 році французький кінопродюсер Даніель Тоскан дю Плантьє та американський журналіст, паризький кореспондент Newsweek Едвард Бер. За їх задумом премія мала стати французьким аналогом голлівудських «Золотих глобусів». Церемонії вручення Премії Люм'єр зазвичай відбуваються за місяць перед врученням французької національної кінопремії «Сезар».

## Категорія премії
| Категорія                      | Оригінальна назва         | започаткована |
| ------------------------------ | ------------------------- | ------------- |
| Найкращий фільм                | Meilleur film             | 1996          |
| Найкращий режисер              | Meilleur réalisateur      | 1996          |
| Найкращий актор                | Meilleur acteur           | 1996          |
| Найкраща акторка               | Meilleure actrice         | 1996          |
| Найперспективніший актор       | Meilleur espoir masculin  | 2000          |
| Найперспективніша акторка      | Meilleur espoir féminin   | 2000          |
| Найкращий кіносценарій         | Meilleur scénario         | 1996          |
| Найкращий кінооператор         | Meilleure photographie    | 2008          |
| Найкраща музика до фільму      | Meilleure musique         | 2016          |
| Найкращий франкомовний фільм   | Meilleur film francophone | 2003          |
| Найкращий дебютний фільм       | Meilleur premier film     | 2014          |
| Найкращий документальний фільм | Meilleur documentaire     | 2016          |
| Найкращий анімаційний фільм    | Meilleur film d'animation | 2017          |
| Спеціальний Приз журі          | Prix Spécial des Lumières | 2013          |
| Почесна премія «Люм'єр»        | Prix Lumières d'honneur   | 2013          |

Колишні нагороди
- Премія за найкращий іноземний фільм (фр. Meilleur film étranger) (1996–2002)
- Міжнародний Приз глядацьких симпатій (фр. Prix du public mondial) (2006–2011)

## Церемонії нагородження
| Церемонія | Дата           | Президент(и) церемонії                                                       | Найкращий фільм / оригінальна назва                    |
| --------- | -------------- | ---------------------------------------------------------------------------- | ------------------------------------------------------ |
| 1-ша      | 29 січня 1996  | Ізабелла Росселліні                                                          | Ненависть / La Haine                                   |
| 2-га      | 13 лютого 1997 | Філіпп Нуаре                                                                 | Насмішка / Ridicule                                    |
| 3-тя      | 15 грудня 1998 | Фанні Ардан                                                                  | Маріус і Жанетт / Marius and Jeannette                 |
| 4-та      | 16 січня 1999  | Жан Рено                                                                     | Уявне життя ангелів / La Vie rêvée des anges           |
| 5-та      | 2 лютого 2000  | Клаудія Кардінале                                                            | Жанна д'Арк / Jeanne d'Arc                             |
| 6-та      | 24 січня 2001  | Фредерік Лопез                                                               | На чужий смак / Le Goût des autres                     |
| 7-ма      | 25 лютого 2002 |                                                                              | Амелі / Le Fabuleux Destin d'Amélie Poulain            |
| 8-ма      | 14 лютого 2003 | Кароль Лор                                                                   | Амінь / Amen                                           |
| 9-та      | 17 лютого 2004 | Патріс Шеро                                                                  | Тріо з Бельвіля / Les Triplettes de Belleville         |
| 10-та     | 16 лютого 2005 | Ален Корно                                                                   | Хористи / Les Choristes                                |
| 11-та     | 21 лютого 2006 | Клаудія Кардінале                                                            | І моє серце завмерло / De battre mon cœur s'est arrêté |
| 12-та     | 5 лютого 2007  | Ізабель Мерго                                                                | Не кажи нікому / Ne le dis à personne                  |
| 13-та     | 13 січня 2008  | Клод Лелуш                                                                   | Скафандр і метелик / Le scaphandre et le papillon      |
| 14-та     | 19 січня 2009  | Жанна Балібар                                                                | Клас (Між стінами) / Entre les murs                    |
| 15-та     | 15 січня 2010  | Режис Варньє                                                                 | Ласкаво просимо / Welcome                              |
| 16-та     | 14 січня 2011  | Франсуа Берлеан                                                              | Про людей і богів / Des hommes et des dieux            |
| 17-та     | 13 січня 2012  | Катрін Жакоб                                                                 | Артист / The Artist                                    |
| 18-та     | 18 січня 2013  | Вікторія Абріль                                                              | Кохання / Amour                                        |
| 19-та     | 20 січня 2014  | Кароль Буке                                                                  | Життя Адель / La Vie d'Adèle – Chapitres 1 & 2         |
| 20-та     | 2 лютого 2015  | Клаудія Кардінале, Вікторія Абріль Кароль Лор, Катрін Жакоб та Ізабель Мерго | Тімбукту / Timbuktu                                    |
| 21-ша     | 8 лютого 2016  |                                                                              | Мустанг / Mustang                                      |
| 22-га     | 30 січня 2017  |                                                                              | Вона / Elle                                            |
| 23-тя     | 5 лютого 2018  |                                                                              | 120 ударів на хвилину / 120 battements par minute      |
| 24-та     | 4 лютого 2019  |                                                                              | Брати Сістерс / Les Frères Sisters                     |